# Niklas Kvarforth
Niklas Olsson (7 de diciembre de 1983), más conocido como Niklas Kvarforth, es un músico sueco. Es el fundador, compositor y vocalista de la banda de Black Metal Shining.

## Biografía
Como músico multiinstrumentista, Kvarforth comenzó Shining cuando solo tenía 12 años, en 1996. La banda lanzó su primer EP Submit to Selfdestruction dos años después, en el que tocaba la guitarra y el bajo. No fue hasta que la banda lanzó su primer álbum Within Deep Dark Chambers que Kvarforth se convirtió en el vocalista de la banda.
Kvarforth es reconocido por su puesta en escena extrema y violenta durante las presentaciones en vivo, incluidas las peleas con miembros de otras bandas y la entrega de cuchillas de afeitar a los miembros de la audiencia, particularmente en el show de Halmstad en 2007. Kvarforth también ha sido acusado de agredir y amenazar a miembros de la audiencia en 2017.
Kvarforth también ha realizado en numerosos casos automutilaciones en su cuerpo estando arriba del escenario, además de fomentar la práctica de la misma. 
A menudo afirma en entrevistas que odia "todo lo que crece".[cita requerida] No está claro si sus declaraciones hechas a los periodistas son en serio o simplemente para burlarse de ellos. 
Muchos fanáticos creen que generalmente desprecia a los periodistas y reporteros, por lo cual se burla de ellos a propósito. El mismo Kvarforth no ha afirmado ni negado esto públicamente, pero expresa constantemente su odio hacia otras personas, hacia él mismo y la vida misma.

## Discografía

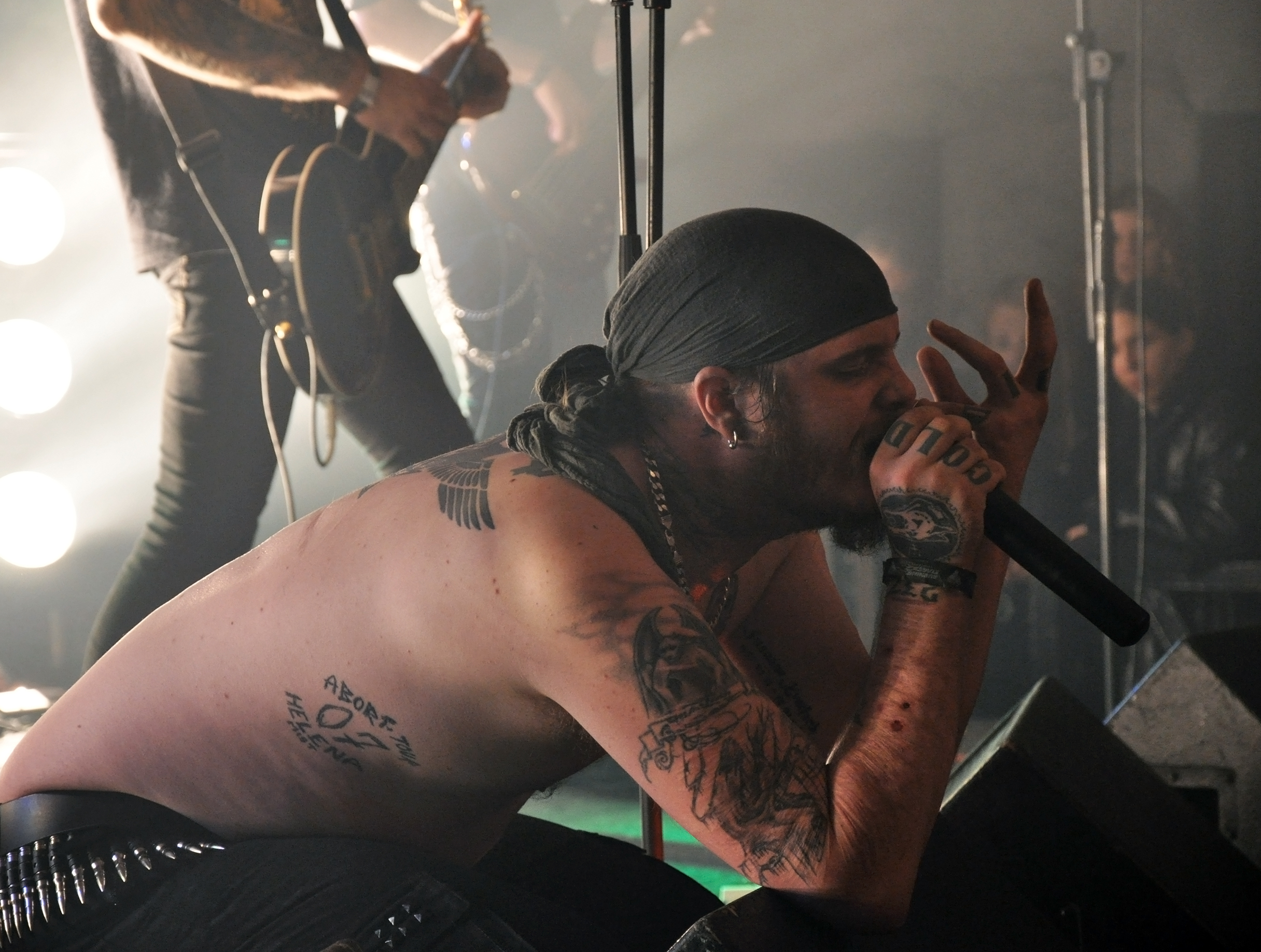
Kvarforth en 2011

### Con Shining
- Within Deep Dark Chambers (2000)
- Livets ändhållplats (2001)[8]
- III: Angst, självdestruktivitetens emissarie (2002)
- IV: The Eerie Cold (2005)[9]
- V: Halmstad (2007)[10]
- VI: Klagopsalmer (2009)[11]
- VII: Född förlorare (2011)[12]
- Redefining Darkness (2012)[13]
- IX: Everyone, Everything, Everywhere, Ends (2015)[14]
- X: Varg Utan Flock (2018)[15]

### Con Skitliv
- Amfetamin (MCD) (2008)
- Skandinavisk Misantropi (2009)

### Con Diabolicum
- Hail Terror (2005)

### Con Den Saakaldte
- Øl, mørke og depresjon (2008)
- All Hail Pessimism (2009)

### Con Funeral Dirge
- The Silence Ebony (1999)

### Con Bethlehem
- A Sacrificial Offering to the Kingdom of Heaven in a Cracked Dog's Ear (2009)
- Stönkfitzchen (2010)

### Con Manes
- Solve et Coagula (2009)

### Con The Sarcophagus
- Towards the Eternal Chaos (2009)

### Con Anaal Nathrakh
- Desideratum (2014)

### Con The Vision Bleak
- Set Sail to Mystery (2010)

### Con Behemoth
- A Forest (2020)